# Bizcocho borracho

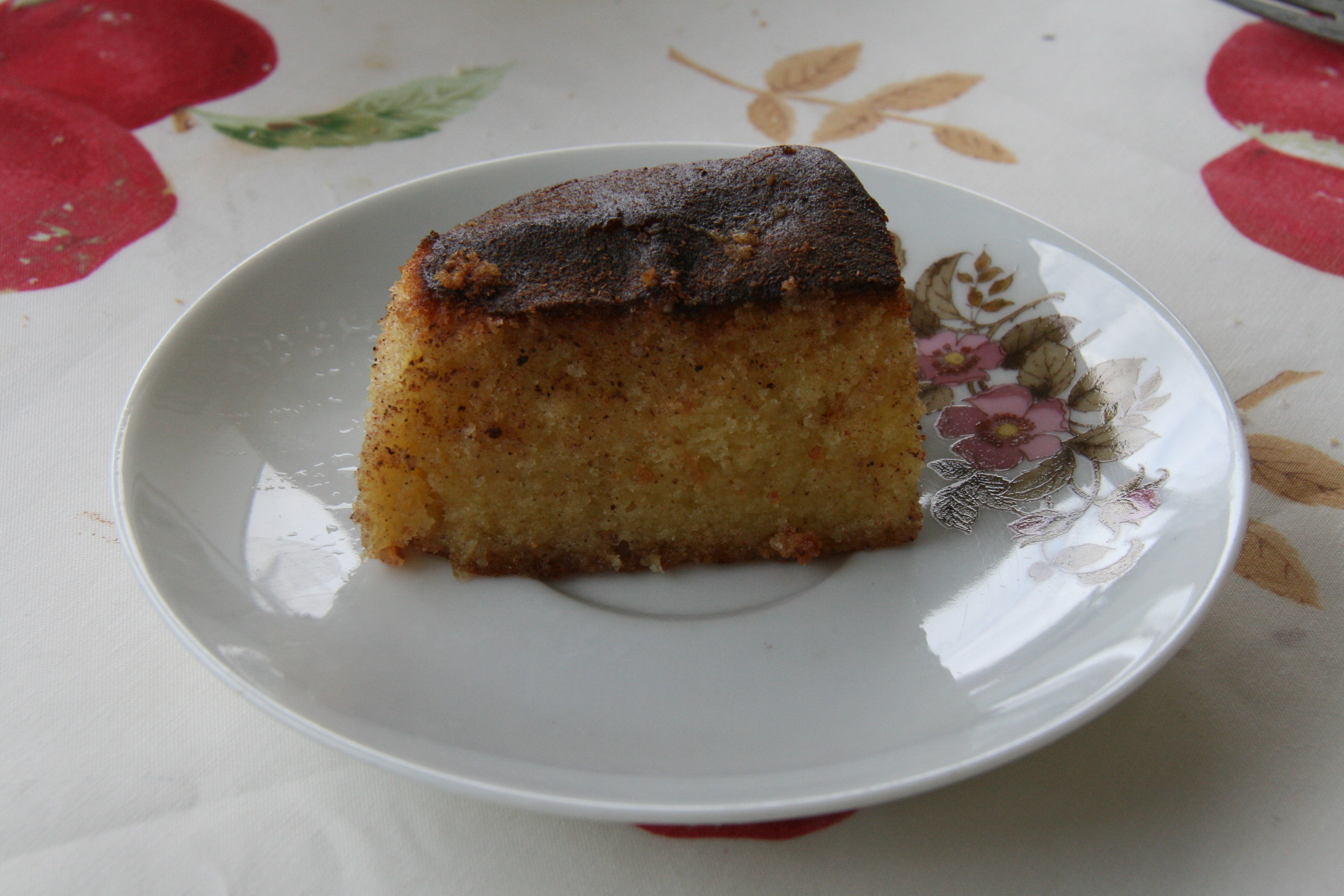
Borracho de la localidad zamorana de Alcañices.

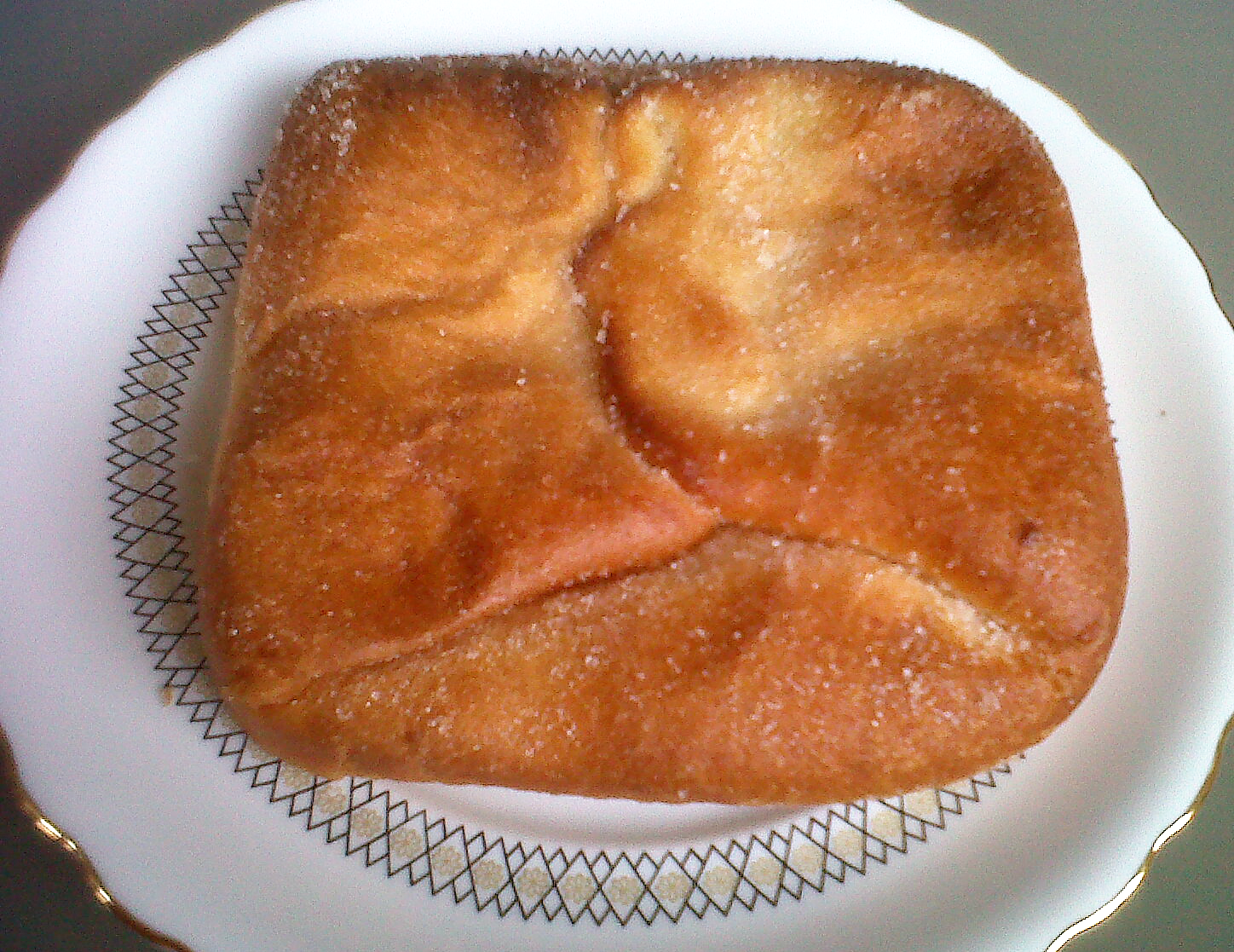
"Borracho" típico de Tarancón (Cuenca).

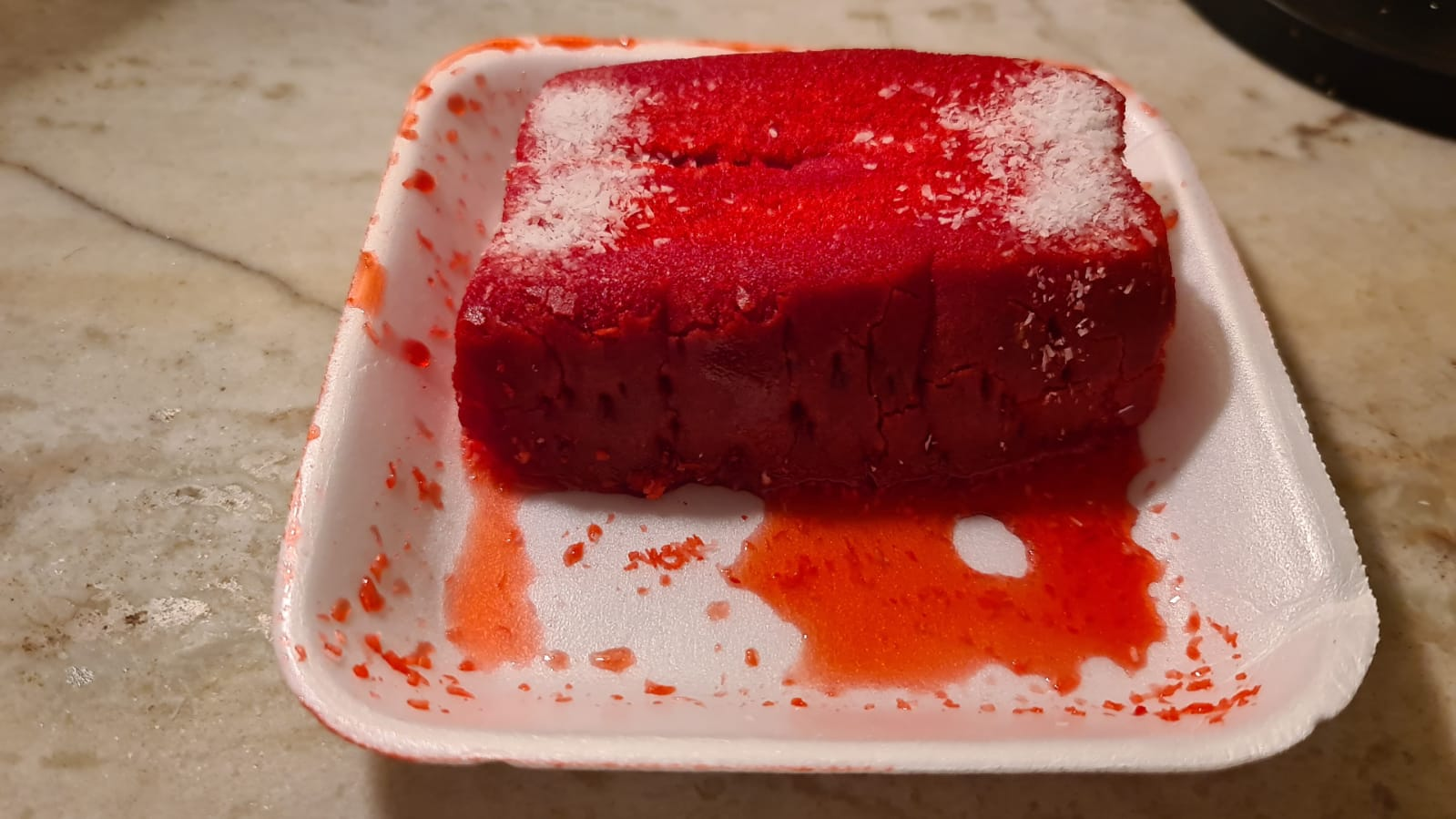
Bizcocho borracho en Uruguay

Los bizcochos borrachos (a veces denominados también simplemente como borrachos) es una masa de repostería que se ha puesto en remojo de un almíbar mezclado con un licor.
En países como Venezuela se le hace llamar torta borracha, en Uruguay se lo conoce simplemente como borracho y se caracteriza por su típico color rojo que obtiene del jarabe. 

## Localización
Este tipo de bizcocho es habitual en la repostería española, pudiéndose encontrar en la provincia de Cuenca (Tarancón y Vellisca), en la provincia de Guadalajara (Guadalajara, Tendilla y Cogolludo), en la de Zamora (Alcañices) en el municipio murciano de Ojós. Y en Nájera (La Rioja. 

## Elaboración
Como cualquier bizcocho, el "borracho" se elabora a partir de un batido compuesto por huevo, harina, azúcar, levadura y agua, que, por acción del calor en el horno, crece y esponja hasta adquirir su estado final. Su peculiaridad radica en el baño de almíbar -composición aleatoria de agua, ron y miel, en proporción secreta según cada repostero– en que se sumerge después de la cocción durante, al menos, una hora. Suelen emplearse en la operación de "emborrachado" licores (como el Cointreau), aunque también vinos blancos dulces, algunos vinos olorosos como puede ser el Jerez, incluso ron, brandy o whisky. Los bizcochos suelen ser de pequeño tamaño y se suelen presentar en cajitas de papel. Dependiendo de la localidad se suele añadir a su superficie un poco de canela en polvo o de azúcar.